# Diego Máximo
Diego Benedito Galvão Máximo (22 aprile 1986) è un ex calciatore brasiliano, di ruolo difensore.

## Carriera
In carriera ha giocato 10 partite nell'OFC Champions League.